# Hamfallow
Hamfallow est une paroisse civile du Gloucestershire, en Angleterre.